# Eirik Bakke
Eirik Bakke, född 13 september 1977 i Sogndal, är en norsk före detta fotbollsspelare (mittfältare).

## Karriär

### Klubblag
Bakke inledde sin karriär 1993 i Sogndal där han spelade 99 ligamatcher och gjorde 18 mål innan han skrev på för Leeds United där han spelade 196 matcher och gjorde 21 mål, varav 143 ligamatcher och 8 ligamål, mellan 1999 och 2006. Han har även spelat för Aston Villa och Brann innan han 2011 återvände till sin hemmaklubb Sogndal.

### Landslag
Han gjorde sin landslagsdebut för Norge i en vänskapsmatch i januari 1999 mot Israel, då han blev inbytt mot Egil Østenstad. Hans sista landslagsmatch var en vänskapsmatch i mars 2008 mot Montenegro, då han byttes in mot Martin Andresen.